# Der Held meiner Träume
Der Held meiner Träume ist eine filmische Liebesromanze deutscher Provenienz aus dem Jahre 1960. In den Hauptrollen spielen Carlos Thompson und Heidi Brühl.

## Handlung
Im Mittelpunkt des Geschehens stehen zwei miteinander befreundete Familien: die Kleinschmidts und die Martens. Gemeinsam verbringt man bereits seit Jahren den Urlaub miteinander und insgeheim, so glauben die Elternpaare, ist es quasi nur noch eine Formalie, dass Marianne den schlaksigen Oliver Martens einmal heiraten wird. Auch Bernhard Kleinschmidt, der Bruder Mariannes und Franziskas, soll, so sieht es die familienübergreifende Planung vor, eines Tages die noch im Teenageralter befindliche Petra in den Hafen der Ehe führen. Doch dunkle Wolken türmen sich am Beziehungshimmel auf: Oliver will nicht so recht die Initiative ergreifen und ignoriert die bis über beide Ohren in ihn verliebte Marianne geflissentlich, so als sei sie Luft für ihn. Die kleine, kesse Petra, Olivers Schwester, hat sich wiederum den Avancen Bernhards zu erwehren, den sie gern ein wenig zappeln lässt. Es ist Petra, die in der Causa Oliver die rettende Idee hat. Sie schlägt vor, Oliver eifersüchtig zu machen. So wird kurzerhand ein schmucker Verehrer von Marianne erfunden, einen „Held ihrer Träume“. Er ist groß, südländisch-dunkelhaarig und von Beruf Pilot.
Wie es das Filmschicksal so will schneit genau diese Traummann-Wunschvorstellung eines Tages ins Feriendomizil, einem schicken Landhaus. Es handelt sich bei diesem Musterexemplar eines attraktiven Mannes um den französischen Piloten Robert Mautier, der ganz in der Nähe mit seinem Flugzeug notlanden musste. Oliver ist nun plötzlich bei Marianne abgemeldet, was diesem ganz und gar nicht passt. Der dürre Jüngling versucht daraufhin seinen Konkurrenten mit einer provozierten Prügelei aus Haus und Blickfeld zu vertreiben – doch mit sehr überschaubarem Erfolg. Robert wiederum fühlt sich bald zu Mariannes älterer und reiferer Schwester Franziska hingezogen und tanzt mit ihr zu romantischen Klavierklängen Mariannes, die wiederum auf diese Annäherung eifersüchtig reagiert. Doch schließlich findet jeder Topf seinen Deckel, und für die Mädchen gibt es nicht nur einen „Held ihrer Träume“.

## Produktionsnotizen
Der Held meiner Träume entstand ab dem 4. April 1960 in den Filmstudios von Geiselgasteig. Die Dreharbeiten wurden im Folgemonat abgeschlossen. Der Film lief am 5. August 1960 in Stuttgart an.
Die Bauten entwarf Max Mellin und wurden von Karl Weber ausgeführt. Die Kostümentwürfe stammen aus der Hand von Marie-Louise Lehmann. Gustl Gotzler war Produktionsleiter.
Heidi Brühl singt das Lied „Ich liebe den Mondschein“.

## Kritik
Im Lexikon des Internationalen Films heißt es: „Ein halbwegs gefälliger Ferienfilm, angesiedelt in einem Landhaus in einer himmelblauen Landschaft. Die damit angedeutete abstrakte Spielebene ohne Verankerung in der Wirklichkeit wird zu einigen hübschen Einfällen und ironischen Schlaglichtern genutzt, ohne daß allzu Tiefschürfendes gesagt würde.“
Auf cinema hieß es über das „Teenielustspiel“ kurz: „Brave Weltfluchtromanze mit der früh verstorbenen Heidi Brühl (1942-1991). Fazit: Die Mädels apart, die Scherze bejahrt.“